# Avis Scott
Pour les articles homonymes, voir Scott.
Avis Scott (née le 22 février 1918 à Londres, morte le 31 mai 2010 à Fort Collins, Colorado, est une actrice de cinéma et de télévision. 
Elle a travaillé à la BBC dans les années 1950, mais elle a été remerciée en janvier 1955 pour avoir été « trop glamour et sexy »,. Elle est allée ensuite à Hollywood où elle a apparu dans des séries télévisées entre 1956 et le début des années 1980.

## Filmographie
- 1943 : Ceux de chez nous
- 1945 : Brève Rencontre
- 1950 : Waterfront
- 1951 : To Have and to Hold
- 1952 : Emergency Call
- 1955 : Les Quatre Plumes blanches